# カリンポン
カリンポン（ベンガル語: কালিম্পং, 英語: Kalimpong）は、インドの西ベンガル州カリンポン県の中心的な町である。標高は1,247m。この地域は西ベンガル州内の自治組織であるグルカランド自治体の管轄下にある。インド陸軍の第27山岳師団が町の郊外に駐屯している。
カリンポンは教育機関で知られており、その多くはイギリスの植民地時代に設立されたものである。かつて、カリンポンはチベットとインド間の貿易の玄関口であったが、中華人民共和国によるチベット併合と中印戦争以降、その役割を失った。1980年代には、カリンポンと隣接するダージリンが、グルカランドの独立を求める主要な拠点となり、最近では2010年にもその動きが見られた。
この町はテスタ川を見下ろす尾根に位置しており、温暖な気候、自然環境、そして地域の人気のある観光地への至便さから観光地としても知られている。園芸業はカリンポンにとって重要な産業であり、特に多様なランの花を扱う花卉市場がある。また、ヒマラヤで栽培された花の球根や塊茎、根茎の輸出は、カリンポンの経済に寄与している。チベット仏教の僧院ザン・ドク・パルリ・ポダンには、珍しいチベット仏教の経典が所蔵されている。

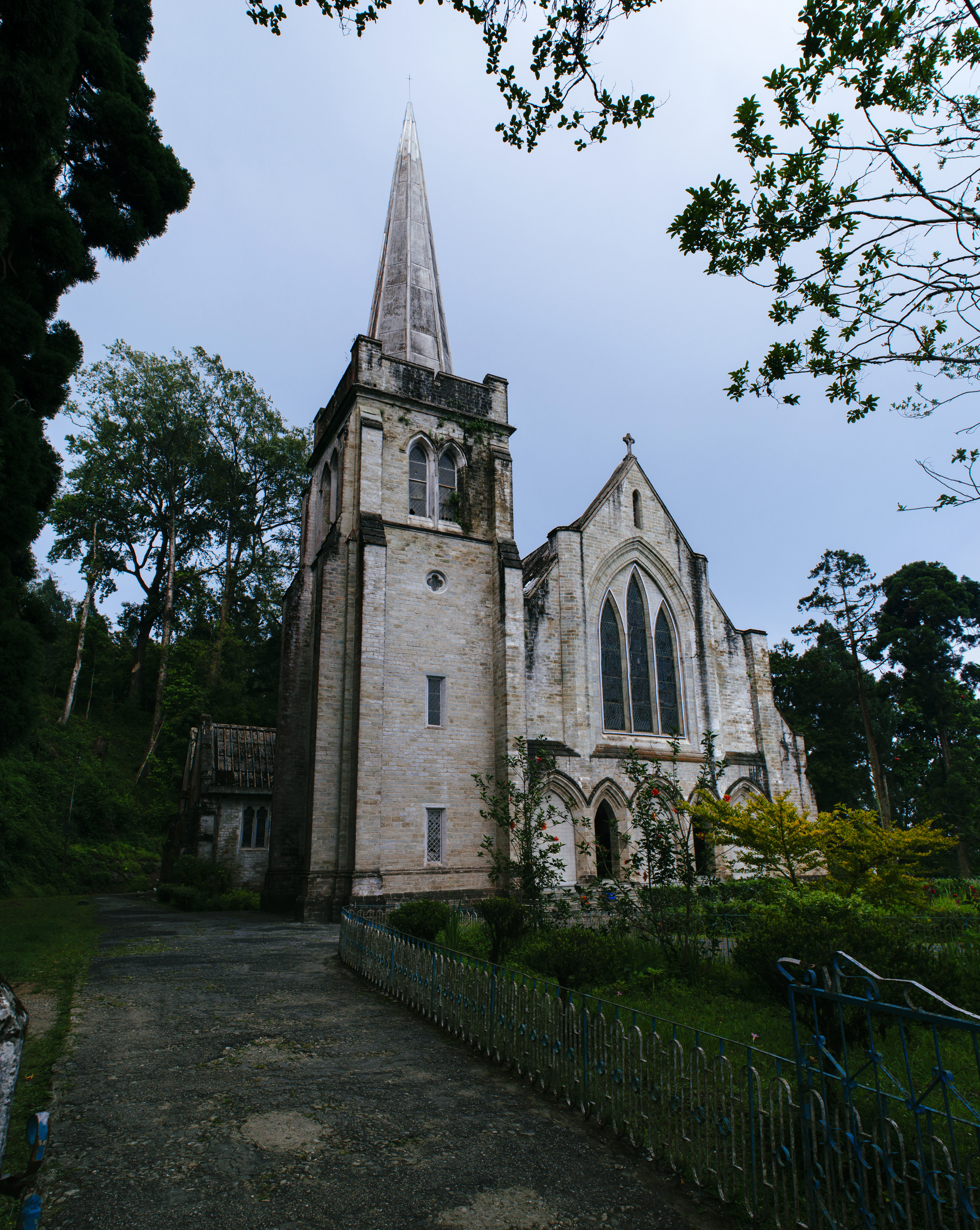
キャサリン・グラハム記念チャペル

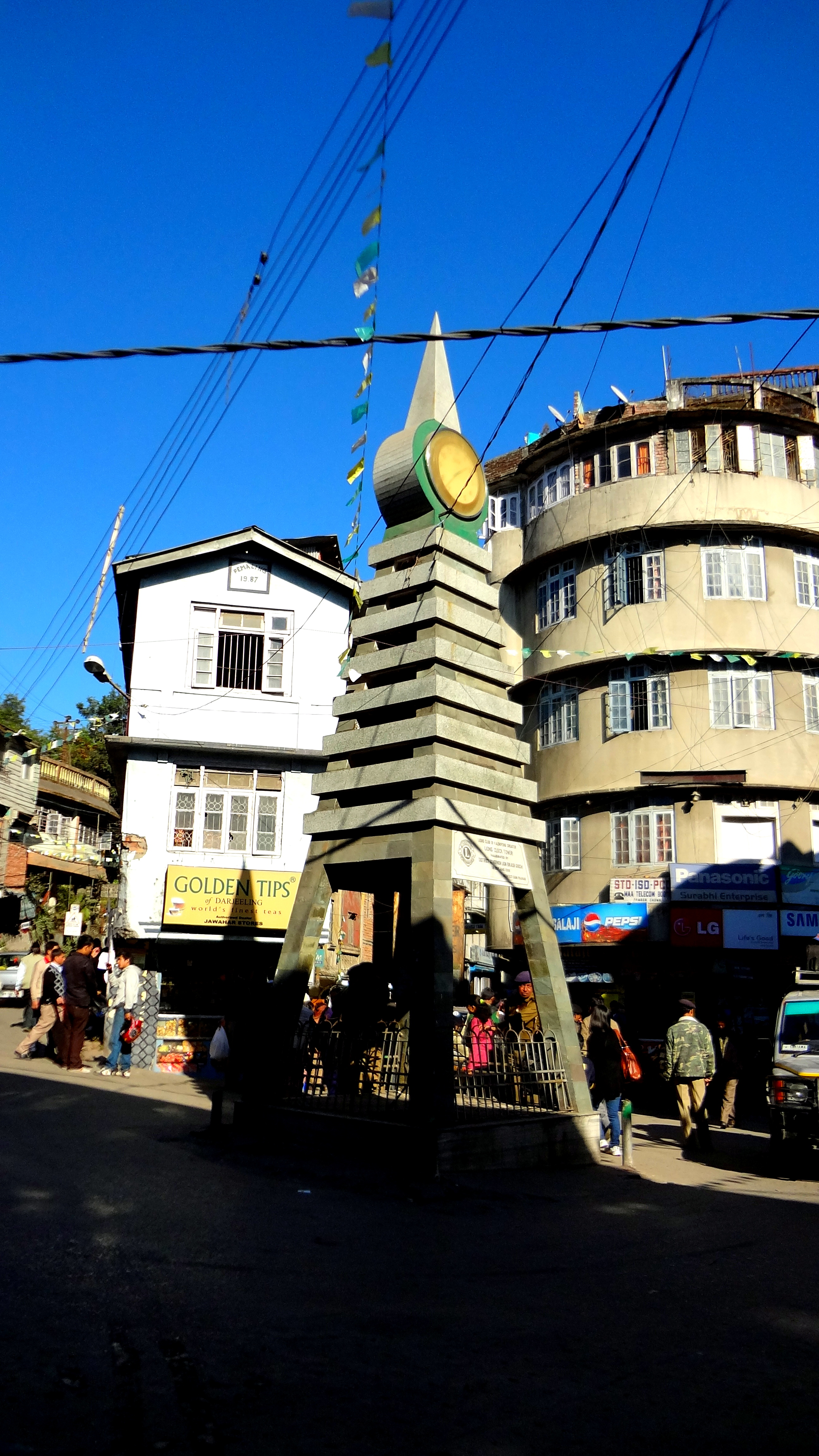
カリンポン時計台

2008年にダージリン・グルカ丘陵協議会によって設立されたカリンポン科学センターは、最近の観光地のひとつである。この科学センターは、町の学生や地元住民に科学的知識を広める役割を果たしており、デオロ・ヒルの頂上に位置している。

## 歴史
1986年から1988年にかけて、民族的な理由に基づくグルカランドとカムタプールの独立州を求める動きが強まった。グルカ民族解放戦線（GNLF）と西ベンガル政府との間で戦闘が発生し、40日間のストライキの末、硬直した。町は事実上包囲された状態となり、州政府は治安維持のためにインド陸軍を動員した。これにより、ダージリン・グルカ丘陵協議会が設立され、ダージリン県（シリグリ分区を除く）を統治するための半自治的権限が与えられた。2007年以降、グルカ・ジャンムクティ・モルチャ党（GJM）とその支持者によって、グルカランド独立州の要求が再び強まっている。カムタプール人民党（KPP）とその支持者による、北ベンガルを含むカムタプール独立州の要求も勢いを増している。